# Cabak (Jiken)
Cabak is een bestuurslaag in het regentschap Blora van de provincie Midden-Java, Indonesië. Cabak telt 2137 inwoners (volkstelling 2010).